# Microsynanthedon ambrensis
Microsynanthedon ambrensis là một loài bướm đêm thuộc họ Sesiidae. Nó được biết đến ở Madagascar.